# Energie-Cités
Energy Cities es una asociación de autoridades europeas locales establecida en 1990 que promueve políticas energéticas locales que sean sostenibles. La asociación representa más de 1000 ciudades y pueblos en 26 países.
Las oficinas centrales se encuentran en Bruselas (Bélgica) y en Besanzón (Francia); otra parte del equipo trabaja en Friburgo de Brisgovia (Alemania) y en París (Francia).

## Consejo Administrativo
El Consejo Administrativo de la asociación es representado por 11 ciudades Europeas:
| Municipio     | País |
| ------------- | ---- |
| Heidelberg    | DE   |
| Bornova       | TR   |
| Cork          | IE   |
| Delft         | NL   |
| Liège         | BE   |
| Milton Keynes | GB   |
| Modena        | IT   |
| Paris         | FR   |
| Riga          | LV   |
| Trnava        | SK   |
| Växjö         | SE   |

## Presidencia de Energy Cities
- 2005-2020 Heidelberg (DE), representada por Eckart Würzner, alcalde de Heidelberg.
- 2000-2005 Odense (DK), representada por Søren Møller, alcalde de Odense.
- 1997-2000 Barcelona (ES), representada por Pep Puig, consejero municipal en Barcelona.
- 1994-1997 Besanzón (FR), representada por Robert Schwint, alcalde de Besanzón.
- 1990-1994 Robert Schwint, alcalde de Besanzón.